# Vilanova de Prades
Vilanova de Prades é um município da Espanha na comarca de Conca de Barberà, província de Tarragona, comunidade autónoma da Catalunha. Tem 21,5 km² de área e em 2021 tinha 108 habitantes (densidade: 5 hab./km²).

## Demografia
| Variação demográfica do município entre 1991 e 2004 [carece de fontes?] | Variação demográfica do município entre 1991 e 2004 [carece de fontes?] | Variação demográfica do município entre 1991 e 2004 [carece de fontes?] | Variação demográfica do município entre 1991 e 2004 [carece de fontes?] |
| ----------------------------------------------------------------------- | ----------------------------------------------------------------------- | ----------------------------------------------------------------------- | ----------------------------------------------------------------------- |
| 1991                                                                    | 1996                                                                    | 2001                                                                    | 2004                                                                    |
| 162                                                                     | 157                                                                     | 143                                                                     | 157                                                                     |